# Orden des heiligen Peter
Der Orden des heiligen Peter war ein Orden des Kirchenstaates. Gestiftet wurde er von Papst Leo X. im Jahre 1521.
Die Ritter hatten eine Aufnahmegebühr von 1000 Goldgulden zu zahlen. Durch Verzinsung  erhielten die Ritter und die ältesten Söhne finanzielle Unterstützung. Auch wurde ihnen ein höherer Adelsrang zugestanden. Sie durften sich auch Pfalzgraf vom Lateran nennen. Eine weitere Geldquelle waren die päpstlichen Güter und die Alaunwerke in Tolfa.
Die vierundzwanzig Auserwählten waren Beamte und nannten sich Ritter vom Orden des heiligen Peter.
Papst Pius V. (Pontifikat 1566–1572) beschnitt die Rechte der Ritter. Es wurde kein Adelstitel mehr vergeben und die Mitgliedschaft war nur noch mit bestimmtem Kanzleiämtern verbunden.

## Ordensdekoration
Die Ordensdekoration war eine goldene Medaille, auf deren Vorderseite der heilige Peter abgebildet war. Die Rückseite zeigte das päpstliche Wappen. Die Medaille wurde an einer goldenen Kette getragen.
Zur Ordensdekoration gehörten auch zwei unterschiedlich gefärbte Ordenskleidungen. Eine Festtagskleidung war in Schwarz, die andere in Rot. Der Sinn war, an Todestagen und an Krönungstagen eines Papstes entsprechend bekleidet zu sein.